# Game Boy Printer

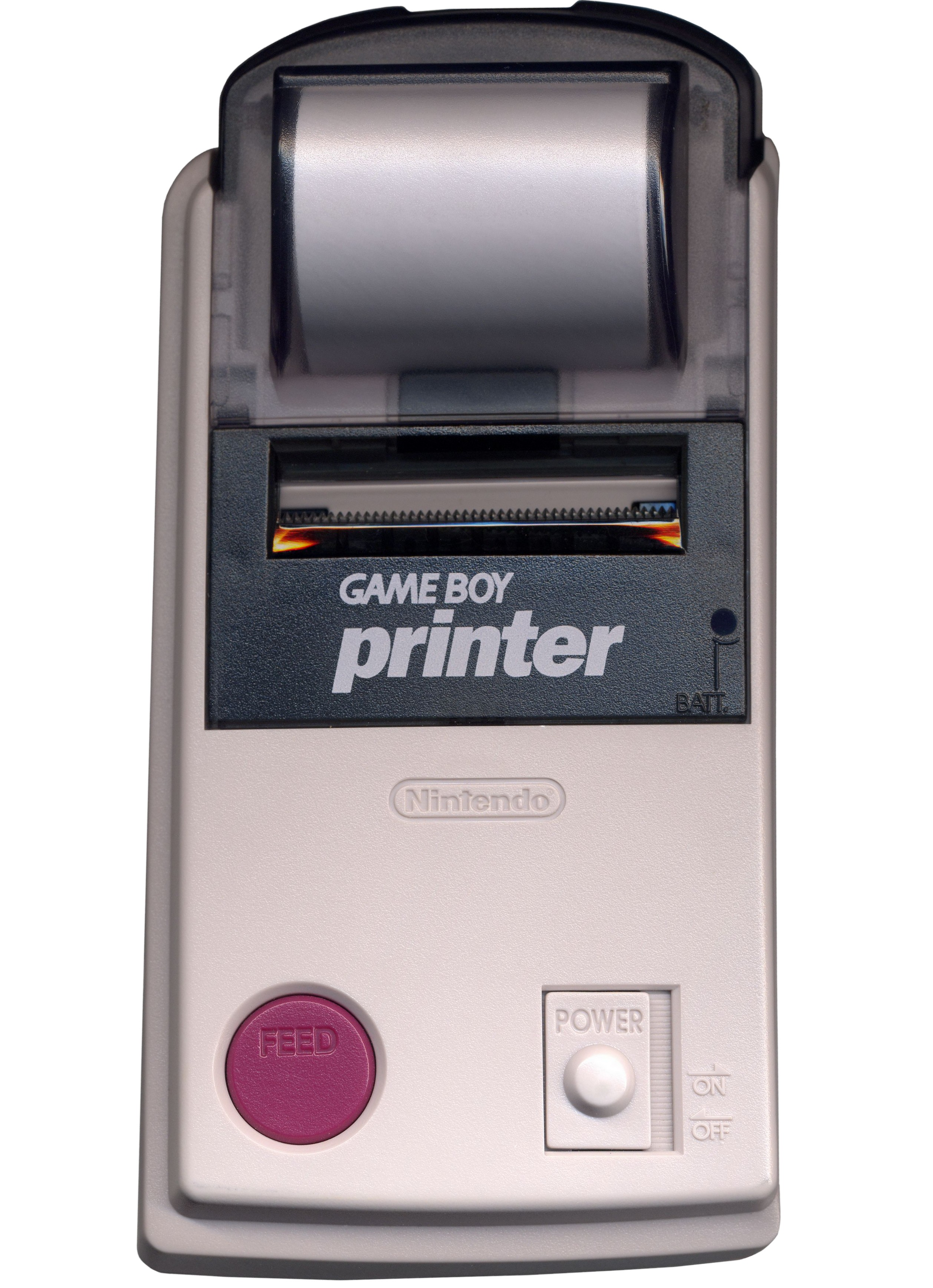
La Game Boy Printer

Game Boy Printer (Pocket Printer en Japón) de Nintendo es una impresora térmica diseñada para los sistemas Game Boy y Game Boy Color poniéndose  a la venta en 1998. 
Imprime imágenes de los juegos compatibles (listados abajo) en rollos de papel térmico de color blanco, azul claro o amarillo pálido con adhesivo de respaldo y 3.8cm de ancho usando seis pilas AA. 
Funciona principalmente con Game Boy Camera, aunque algunos juegos de última generación de Game Boy y Game Boy Color también funcionan en conjunto con ella. Nintendo dejó de fabricarla en 2003. 
Amazon también vende un CD-ROM con un cable de puerto paralelo para la impresión de imágenes GB usando un PC y una impresora regular. 
Este cable ha sido suspendido, sin embargo, los aficionados pueden hacer su propio cable para cargar las imágenes a su ordenador. 
El sistema también imprime un mensaje que dice "Hello!" si se enciende, mientras que el botón se mantiene. Según el manual, se utiliza para comprobar si la impresora funciona correctamente.

## Juegos de Game Boy que pueden usar el Game Boy Printer
- Asteroids
- Alice in Wonderland
- Austin Powers: Oh, Behave!
- Austin Powers: Welcome to my Underground Lair
- Card Captor Sakura: Tomoe Shougakkou Daiundoukai
- Card Captor Sakura: Itsumo Sakura-chan to Issho!
- Disney's Dinosaur
- Disney's Tarzan
- Donkey Kong Country
- ET Digital Companion
- Fisher-Price Rescue Heroes: Fire Frenzy
- Game Boy Camera
- Harvest Moon 2
- Klax
- Little Mermaid 2 Pinball Frenzy
- Little Nicky
- The Legend of Zelda: Link's Awakening DX
- Magical Drop
- Mary Kate & Ashley: Pocket Planner
- Mickey's Racing Adventure
- Mickey's Speedway USA
- Mission: Impossible
- NFL Blitz
- Perfect Dark
- Pokémon Oro, Plata y Cristal
- Pokémon Pinball
- Pokémon Trading Card Game
- Pokémon Amarillo
- Quest For Camelot
- Roadsters
- Super Mario Bros. Deluxe[1]
- Tony Hawk's Pro Skater 2